# Acholeplasmataceae
Acholeplasmataceae è una famiglia di batteri appartenente all'ordine Acholeplasmatales.